# Saint-Lambert-la-Potherie
Saint-Lambert-la-Potherie è un comune francese di 2 515 abitanti situato nel dipartimento del Maine e Loira nella regione dei Paesi della Loira.

## Società

### Evoluzione demografica
Abitanti censiti